# Ma’on
Ma’on (hebr. מעון) – moszaw położony w samorządzie regionu Har Chewron, w Dystrykcie Judei i Samarii, w Izraelu.
Leży w górach Judzkich, na południowy wschód od Hebronu w południowej części Judei, w otoczeniu terytoriów Autonomii Palestyńskiej.

## Historia
Moszaw został założony w 1981 jako wojskowy posterunek obserwacyjny, w którym w 1982 osiedlili się cywilni żydowscy osadnicy.

## Gospodarka
Gospodarka moszawu opiera się na rolnictwie i sadownictwie.